# Emilio Flores Marquez
Pour les articles homonymes, voir Flores et Marquez.
Emilio Flores Marquez, né le 8 août 1908 à Carolina, sur l'île de Porto Rico, est un fermier américain d'origine portoricaine, ayant détenu le record de longévité masculine du 28 mai 2021 à sa mort le 12 août 2021 à Trujillo Alto à l'âge de 113 ans.
Il est le dernier homme confirmé né en 1908. Après la mort du britannique Bob Weighton, le report est passé au roumain Dumitru Comănescu, né le 8 novembre 1908, qui a tenu le record pendant presque un mois. Le record est ensuite passé à l'espagnol Saturnino de la Fuente García, né le 11 février 1909, mais il a été prouvé le 14 mai 2021 que Flores Marquez était plus âgé que Comănescu et de la Fuente García, et il a donc été l'homme le plus âgé du monde après la mort de Weighton en mai 2020 jusqu'à sa mort en août 2021, même s'il a tenu le record de jure pendant seulement 90 jours,.

## Biographie
Emilio Flores Marquez naît le 8 août 1908 d'Alberto Flores Melendez et Margarita Márquez-Garcia. Il est le second fils d'une fratrie de onze enfants. En tant que second fils, il aide dans les tâches ménagères et très tôt commence à travailler sur la canneraie familiale. Il est notamment responsable de l'arrosage et de charger les cannes à sucre sur les chariots de transport. Après l'ouragan San Ciprián (en) de 1912, la situation était difficile, et Flores Marquez gagnait à peine 1 dollar 12 sur la canneraie.
Il se lance plus tard dans l'agriculture et marie Andrea Perez, 20 ans, à l'âge de 27 ans, avec qui il a quatre enfants,. Après être devenu le propriétaire d'une ferme, il se rend au New Jersey pour faire vivre sa famille et travaille notamment dans une buanderie et comme cueilleur de fruits. Il vit ensuite à Chicago, où il travaille dans une usine de production de glace. Ainsi, certains membres de sa famille vivent encore aux États-Unis. Après un souci familial, il retourne au pays. Le 1er mars 2011, Andrea meurt à l'âge de 95 ans, après 75 ans d'union avec Flores Marquez,. À l'âge de 103 ans, il se fait opérer et porte désormais un stimulateur cardiaque,. À l'âge de 108 ans, il souffre d'une occlusion intestinale, mais s'en remet rapidement.
Le 14 mai 2021, il est validé par Robert Young, gérontologue associé des records Guinness. Le record est officiellement annoncé le 30 juin. Au moment de l'annonce, il était alors âgé de 112 ans et 326 jours et vivait dans le quartier Río Piedras de la capitale San Juan sous les soins de Tirsa et « Millito », ses deux enfants encore vivants à ce moment. Emilio, de son surnom « Don Millo », a déclaré dans une interview que « pour vivre heureux, [on] a besoin d'avoir une abondance d'amour et de vivre sans colère ». Quatre jours après son 113e anniversaire, Flores Marquez s'éteint dans sa maison de Trujillo Alto,,. Il avait alors eu quatre enfants, cinq petits-enfants et cinq arrières-petit-enfants.
En 2006, Emiliano Mercado del Toro était le précédent doyen masculin de l'humanité à être portorician. En 2004, Ramona Trinidad Iglesias-Jordan était la dernière portoricaine à tenir le titre féminin.